# 岩崎英二郎
岩﨑 英二郎（いわさき えいじろう、1922年〈大正11年〉4月29日 - 2017年〈平成29年〉7月11日）は、日本の言語学者（ドイツ語学）。慶應義塾大学名誉教授。日本学士院会員。姓の「﨑」はいわゆる「たつさき」であるが、JIS X 0208に収録されていないため、岩崎 英二郎（いわさき えいじろう）と表記されることもある。
東京大学文学部助手、旧制成蹊高等学校教授、成蹊高等学校教諭、埼玉大学文理学部講師、東京教育大学文学部助教授、東京大学教養学部教授、慶應義塾大学文学部教授、慶應義塾大学言語文化研究所所長、獨協大学外国語学部教授などを歴任した。

## 概要
1922年4月29日、東京府にて生まれた言語学者である。ドイツ語学を専攻し、ドイツ語の不変化詞の研究で知られている。東京帝国大学を卒業し、東京大学、旧制成蹊高等学校、成蹊高等学校、埼玉大学、東京教育大学、慶應義塾大学、獨協大学などで教鞭を執った。のちに慶應義塾大学の名誉教授となった。

## 来歴

### 生い立ち
子安農園を経営していた岩崎輝弥の次男として、東京府荏原郡品川町（現・東京都品川区）に生まれる。姉2人・兄1人の末っ子。兄の長男（英二郎からみたら甥にあたる）は旭硝子に勤めており、長姉は岡部長職の八男・長章に嫁いだ。岡部長章の長兄・長景の妻・悦子は加藤高明の長女なので、悦子は英二郎の又従姉にあたる（加藤の義父すなわち長景の義祖父・岩崎弥太郎は英二郎の大伯父にあたる）。
祖父は三菱財閥の2代目総帥・岩崎弥之助、父・輝弥は弥之助の三男で日本における鉄道ファンのパイオニアとして知られる人物。曾祖父に後藤象二郎がいる。三菱の創業者一族・岩崎家に生まれたため、研究者としての駆け出しの頃に三菱財閥と密接な関係にあった成蹊学園で教鞭をとっている。
1929年に成城小学校（現・成城学園初等学校）へ入学したものの、病気がちで学校にはほとんど行かず、鎌倉・逗子に転地療養。
1931年、成蹊小学校3年に転入学し、以後は健康を取り戻す。1935年に旧制・成蹊高等学校（尋常科）へ進学し、1939年に同高等学校の高等科（文科乙類）へ進学した。
1942年に東京帝国大学文学部独逸文学科へ入学したものの、1943年12月に学徒出陣で横須賀の武山海兵団へ入団。
1944年7月、久里浜の海軍通信学校に入校。同年12月には、戦時特例により大学を不在のまま卒業。大学で勉強したのは1年半だけだった。
1945年6月に九州の海軍航空隊基地に赴任し、同地で敗戦を迎えた。

### 言語学者として
復員後、東京大学や慶應義塾大学などで教授を務めた。
1988年3月31日に慶應義塾大学を定年退職し、慶應義塾大学名誉教授となった。

## 研究
ドイツ語学者としての業績としては、ドイツ語の副詞、とくに話法詞・心態詞の研究に専念し、日本人の視点からドイツ語の不変化詞の意味分類と意味記述を試みていることが挙げられる。また独和辞典や和独辞典の編集にも数多く携わっている。

## 家族・親族
妻・篁子（歌人・北原白秋の長女）との間に2男をもうけた。長男・透は三菱商事勤務を経て東山農場（東山農事のブラジル法人で農場を経営。ちなみに小岩井農牧は東山農事の子会社）の社長、次男・純は栃木ニコン社長・ニコン執行役員を経てニコンの特別嘱託。

## 略歴
- 1942年4月 - 東京帝国大学文学部独逸文学科入学[2]
- 1943年12月 - 学徒出陣で、横須賀の武山海兵団に入団[2]
- 1944年7月 - 久里浜の海軍通信学校に入校[2]
- 1944年12月 - 東京帝国大学文学部独逸文学科卒業[2]
- 1945年6月 - 九州の海軍航空隊基地に赴任（同地で敗戦を迎える）[2]
- 1945年12月 - 東京大学文学部副手[2]
- 1946年 - 東京大学文学部助手[2]
- 1947年4月 - 旧制成蹊高等学校教授[2]
- 1949年4月 - 新制成蹊高等学校教諭兼成蹊大学政治経済学部助教授[2]
- 1951年7月 - 埼玉大学文理学部専任講師[2]
- 1954年4月 - 東京教育大学文学部助教授[2]
- 1955年9月 - 西ドイツのアレキサンダー・フォン・フンボルト財団給費留学生として渡独[2]
- 1957年9月 - 西ドイツより帰国[2]
- 1959年4月 - 東京大学教養学部助教授[2]
- 1969年5月 - 東京大学教養学部教授[2]
- 1970年4月 - 慶應義塾大学文学部教授[2]
- 1978年10月 - 慶應義塾大学言語文化研究所長（1984年9月に所長辞任）[2]
- 1988年3月31日 - 慶應義塾大学を定年退職[2]
- 1988年4月 - 慶應義塾大学名誉教授、獨協大学外国語学部教授
- 1990年8月 - ドイツ語学・文学国際学会（IVG）会長として同会第8回東京大会[10]を主宰。
- 1991年1月28日 - ドイツ連邦共和国功労十字章第一級受章[11]
- 1992年3月 - 獨協大学教授を辞任
- 2000年 - 日本学士院会員となる
- 2017年7月11日 - うっ血性心不全のため死去[3][12]。95歳没[13]。

## 著書
- 『会話風やさしい独作文』第三書房 1964
- 『ドイツ語不変化詞の用例』大学書林、1992年9月）
- 『ドイツ語の副詞・心態詞研究 読解力の向上を求めて』同学社 2012

### 共編著
- 『ドイツ語学文庫 分詞・不定詞・話法』桜井和市共著 白水社 1959
- 『世界の文化地理 第10巻 ドイツ,オーストリア』林健太郎,西川治共編 講談社 1964
- 『白水社ドイツ語講座』塩谷饒共著 白水社 1968
- 『ドイツ語不変化詞辞典』（小野寺和夫との共編著、白水社、1969年）
- 『ドイツ基本語辞典』共編.白水社、1971
- 『大学教養ドイツ語読本』岡田朝雄共編著 朝日出版社 1980
- 『大学のドイツ文法 緑版』岡田朝雄共著 朝日出版社 1983
- 『ドイツ基本熟語辞典』上田浩二,子安美知子,岡村三郎共編 白水社 1984
- 『教科書を読むための入門独和辞典』岡田朝雄、安藤勉共編著 朝日出版社 1985
- 『留学生のみたドイツ 初級読本』山路朝彦, Wolf Gewehr共著 朝日出版社 1992
- 『アクセスドイツ ドイツに持っていくテキスト』中山純,渡辺学共著 朝日出版社 1995
- 『ドイツ語副詞辞典』（編著、白水社、1998年10月）

### 翻訳
- ゲーアハルト・ヘルビヒ『近代言語学史 とくに文法理論を中心に』早川東三,千石喬、三城満禧、川島淳夫共訳 白水社、1973
- ペーター・フォン・ポーレンツ『ドイツ語史』塩谷饒・金子亨・吉島茂共訳 白水社、1974
- ハンス・エガース『二十世紀のドイツ語』白水社 1975
- 『ゲーテ全集 13』「箴言と省察」関楠生共訳 潮出版社、1980